# Балкашинский сельсовет
Балкашинский сельсовет — сельское поселение в Белинском районе Пензенской области Российской Федерации.
Административный центр — село Балкашино.

## История
Статус и границы сельского поселения установлены Законом Пензенской области от 2 ноября 2004 года № 690-ЗПО «О границах муниципальных образований Пензенской области».
22 декабря 2010 года в соответствии с Законом Пензенской области № 1992-ЗПО в состав сельсовета включены территории упразднённого Свищевского сельсовета.

## Население
| 2002  | 2010  | 2012  | 2013  | 2014  | 2015  | 2016  |
| ----- | ----- | ----- | ----- | ----- | ----- | ----- |
| 922   | ↘719  | ↗1436 | ↘1389 | ↘1346 | ↘1306 | ↘1256 |
| 2017  | 2018  | 2021  |       |       |       |       |
| ↘1234 | ↘1200 | ↘1082 |       |       |       |       |

## Состав сельского поселения
| №  | Населённый пункт | Тип населённого пункта       | Население |
| -- | ---------------- | ---------------------------- | --------- |
| 1  | Балкашино        | село, административный центр | ↘470      |
| 2  | Берёзкино        | посёлок                      | 14        |
| 3  | Бондовка         | деревня                      | 6         |
| 4  | Воробьёвка       | деревня                      | 0         |
| 5  | Ишеевка          | посёлок                      | 7         |
| 6  | Канищево         | деревня                      | 79        |
| 7  | Лягушовка        | деревня                      | 10        |
| 8  | Мамлеевка        | деревня                      | 130       |
| 9  | Родно-Бондовка   | деревня                      | 9         |
| 10 | Свищёвка         | село                         | ↘613      |
| 11 | Среднеречье      | село                         | ↘135      |
| 12 | Шипиловка        | деревня                      | 27        |
| 13 | Шмелевка         | деревня                      | 14        |